# Félicie Dubois
Félicie Dubois (n. 26 aprilie 1966, Paris, Franța) este o scriitoare franceză. A debutat în 1989, cu romanul Maria Morena, publicat la vârsta de 23 de ani, care a atras atenția criticii literare, fiind cea mai tânără autoare a acelei ediții editoriale. Fiind copil abandonat la naștere, fără ca identitatea părinților biologici să fie cunoscută, tema identității personale reprezintă un element recurent în opera sa. A publicat, de asemenea, două biografii: Tennessee Williams, l'oiseau sans pattes (română: pasărea fără picioare) (Balland, 1992) și Une histoire (română: o poveste) despre Jane Bowles (Seuil, 2015).

## Biografie
După ce a lucrat succesiv la Europe 1 , RTL, France Inter și Europe 2, Félicie Dubois a găzduit o emisiune la Couleur 3, la Radio suisse romande (română: Radiodifuziunea Romandă Elvețiană) (Les dégradés, în direct de la 1:00 la 5:00, zilnic, în 1994).
Este co-fondatorul colectivului de creație video La Ultima Copita (L.U.C.), al cărui film, Traversées 11#, a fost selectat la Festivalul Côté Court ( Pantin ), secțiunea "artă video-eseu-experimentală" (2004).
Un documentar intitulat Des mots d'origine (română: Cuvinte de origine) i-a fost dedicat în 2004.
A participat activ la promovarea lumii francofone,, în special în cadrul festivalului Francofffonies (2006), organizat de AFAA (Association française d’action artistique) (română: Asociația Franceză pentru Acțiune Artistică) și OIF (Organisation internationale de la francophonie) (română: Organizația Internațională a Francofoniei).
Din 2008, Félicie Dubois este activă și în domeniul editorial. A fost coordonatoarea colecției L’Esprit de l’Escalier, publicată la editura Jean Paul Bayol, iar în 2011 a devenit directoare literară a editurii Émoticourt, o editură digitală specializată în texte scurte.
În anul 2013, postul France Culture i-a comandat o serie de episoade pentru emisiunea À voix nue, cu ocazia împlinirii a 50 de ani de la înființarea postului Maison de Radio-France. Emisiunile au fost difuzate la datele de 16, 18, 19 și 20 decembrie 2013 și sunt disponibile sub formă de podcast.

## Publicații

### Romane
- Maria Morena, Lieu Commun, 1989 Editura de buzunar, 1990
- Cartea lui Boz, Balland, 1990 ; Editura Pocket, 1991 Marsilio Editori, 1992
- Albul Spaniei, Balland, 1991
- Ipoteza argilei, Flammarion, 1997
- De la înger la stridie, Jean-Paul Bayol, 2009
- Punct final, Jean Paul Bayol, 2010
- Bucurii simple, François Bourin, 2018

### Biografii
- Tennessee Williams, Pasărea fără picioare, Balland, 1992
- O poveste de Jane Bowles, Seuil, 2015

### Document
- Catedrala Valurilor, 116 Avenue du Président Kennedy, Plume, 1993

### Teatru
- Ca un nufăr pe un bayou din Louisiana, lectură la TBB în octobre 1995 (cu Bernard Fresson în rolul lui Tennessee Williams și Monique Mélinand în cel al surorii sale, Rose)

## Referință
1. ↑  Autoritatea BnF, accesat în 10 octombrie 2015
2. ↑  „Les poissons Volants” (în engleză). www.poissonsvolants.com. Accesat în 2 iulie 2025.

## Linkuri externe
- Site-ul oficial al lui Félicie Dubois Memorabilele
- Un antiportret chinezesc în video, preluat din emisiunea Lunettes noires pour nuits blanches
- O povestire de Jane Bowles pe site-ul editurii Seuil